# Museo del kimchi
Il Museo del kimchi (김치박물관?, Gimchi bangmulgwanLR, Kimch'i pakmulgwanMR, in inglese denominato Kimchi Field Museum) è uno spazio espositivo situato nel centro commerciale della COEX a Seul, che testimonia l'importanza del kimchi nell'identità culinaria coreana.

## Storia
Il museo è stato originariamente creato nel 1986 da Pulmuone Inc., una delle più grandi aziende di produzione alimentare in Corea. Nel 1988 il museo è stato spostato al COEX per pubblicizzare il kimchi tra i visitatori stranieri dei Giochi olimpici estivi, svoltisi nella capitale coreana. Nel 2000 il museo è stato nuovamente ristrutturato e ampliato in occasione dell'Asia-Europe Meeting.

## Percorso museale

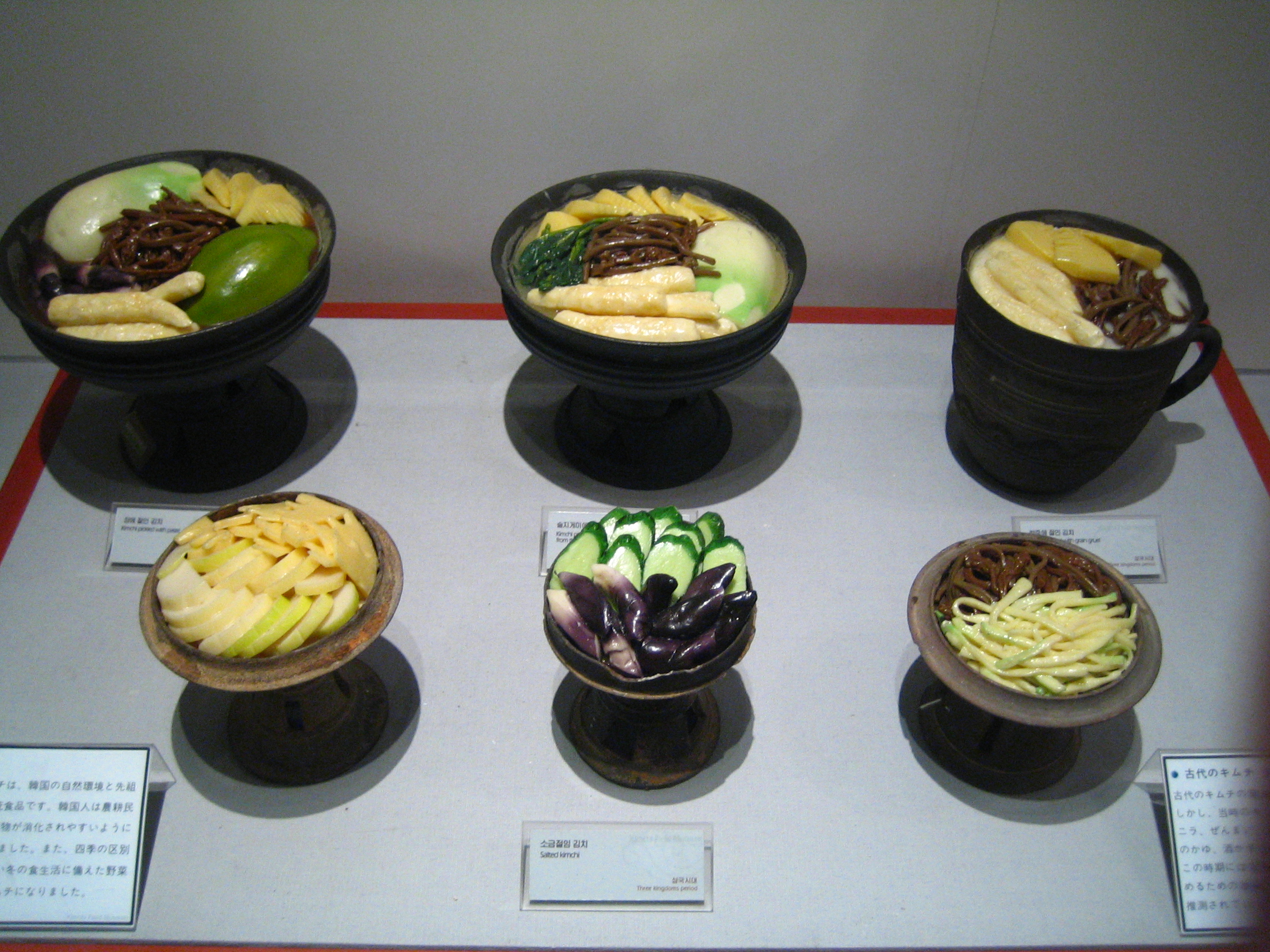
Antichi kimchi esposti nel museo

Il percorso museale riproduce l'origine e la storia del kimchi attraverso una collezione di libri antichi, dipinti e utensili da cucina tradizionali. Una delle sale espositive presenta le 187 varietà storiche del kimchi disponibili in Corea. Oltre alle documentazioni sono presenti anche corsi per imparare a preparare diverse ricette di kimchi, così come i suoi benefici nutrizionali.
Il museo organizza anche, una volta all'anno, un festival ed una fiera del kimchi.